# Podnemić
Podnemić (en serbe cyrillique : Поднемић) est un village de Serbie situé dans la municipalité de Ljubovija, district de Mačva. Au recensement de 2011, il comptait 369 habitants.

## Démographie
| 1948 | 1953 | 1961 | 1971 | 1981 | 1991 | 2002 | 2011 |
| ---- | ---- | ---- | ---- | ---- | ---- | ---- | ---- |
| 766  | 786  | 706  | 588  | 492  | 448  | 420  | 369  |

|  |

## Tourisme
Trois lieux attirent les touristes dans le village : le monastère de la Sainte-Trinité (ou monastère de Bjele vode), construit en 2003, l'ethno-complexe « Ognjište », constitué du konak de Karađorđe, de la tour Rajinovac, de la villa Gordana (avec 14 appartements), d'un amphithéâtre (pour des spectacles d'été en plein air) et d'un lac artificiel de 2 000 m2. On y trouve aussi l'ensemble commémoratif des soldats des guerres de 1912-1918, sur la route Ljubovija-Bajina Bašta.

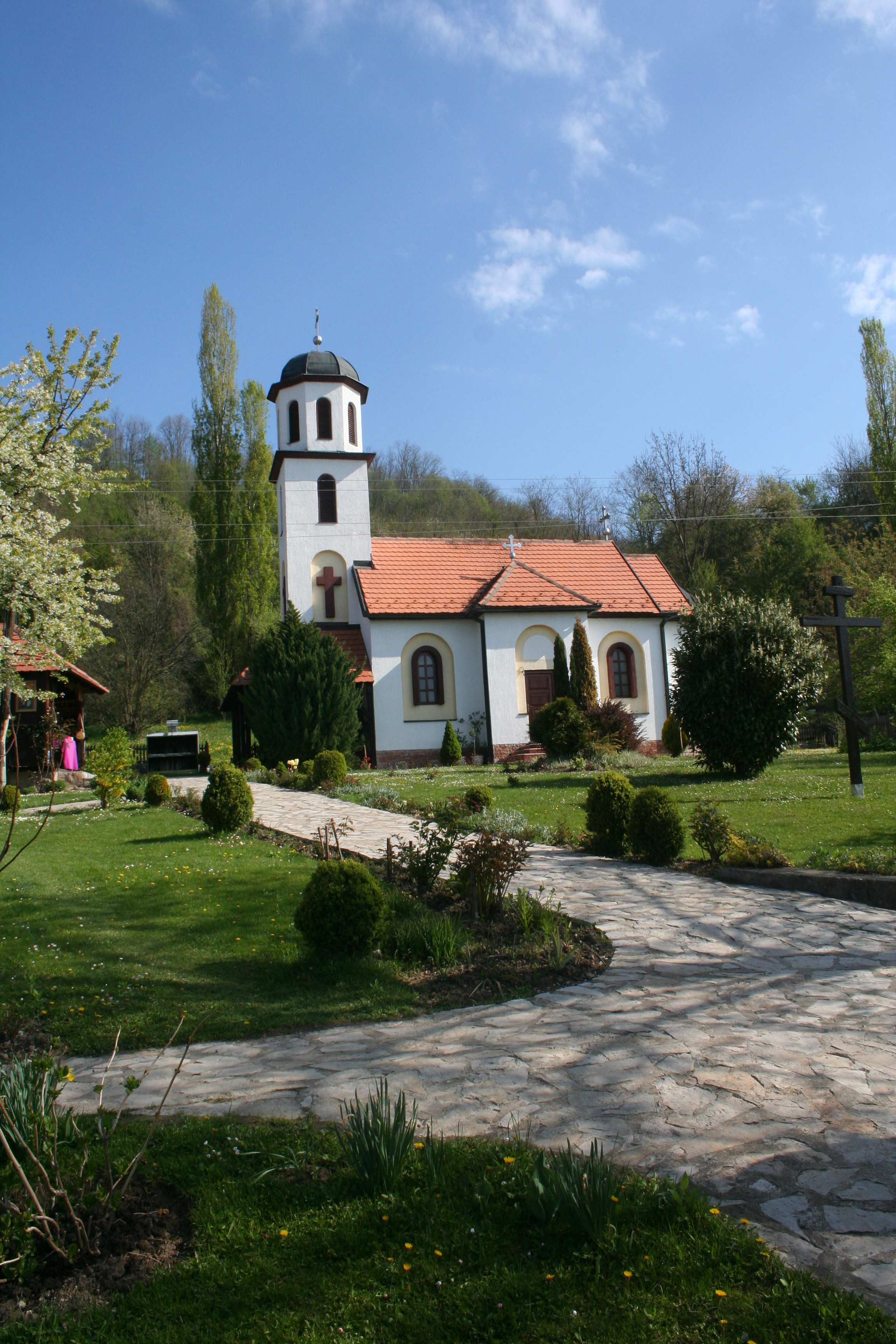
Le monastère de la Sainte-Trinité
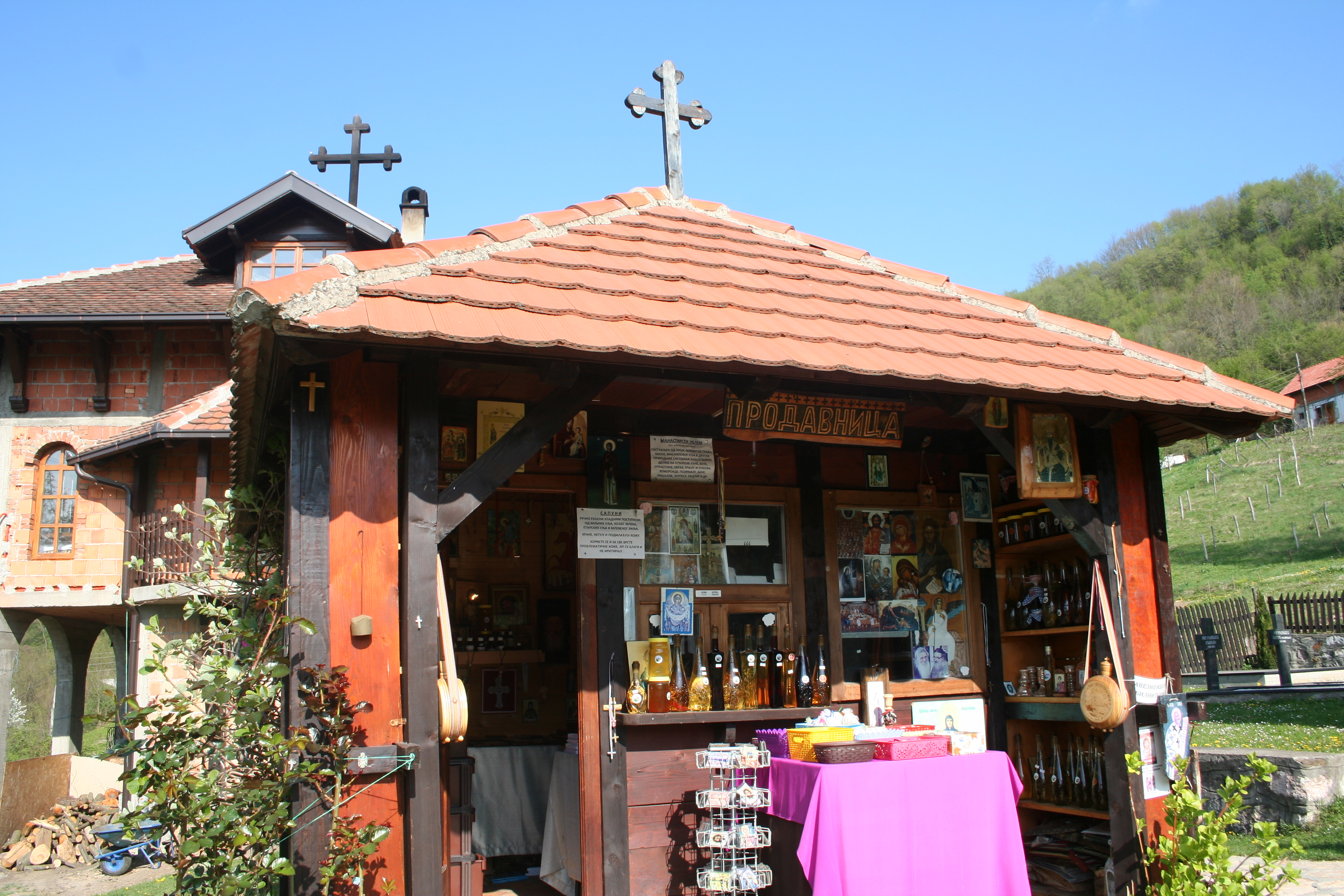
La boutique de souvenirs du monastère
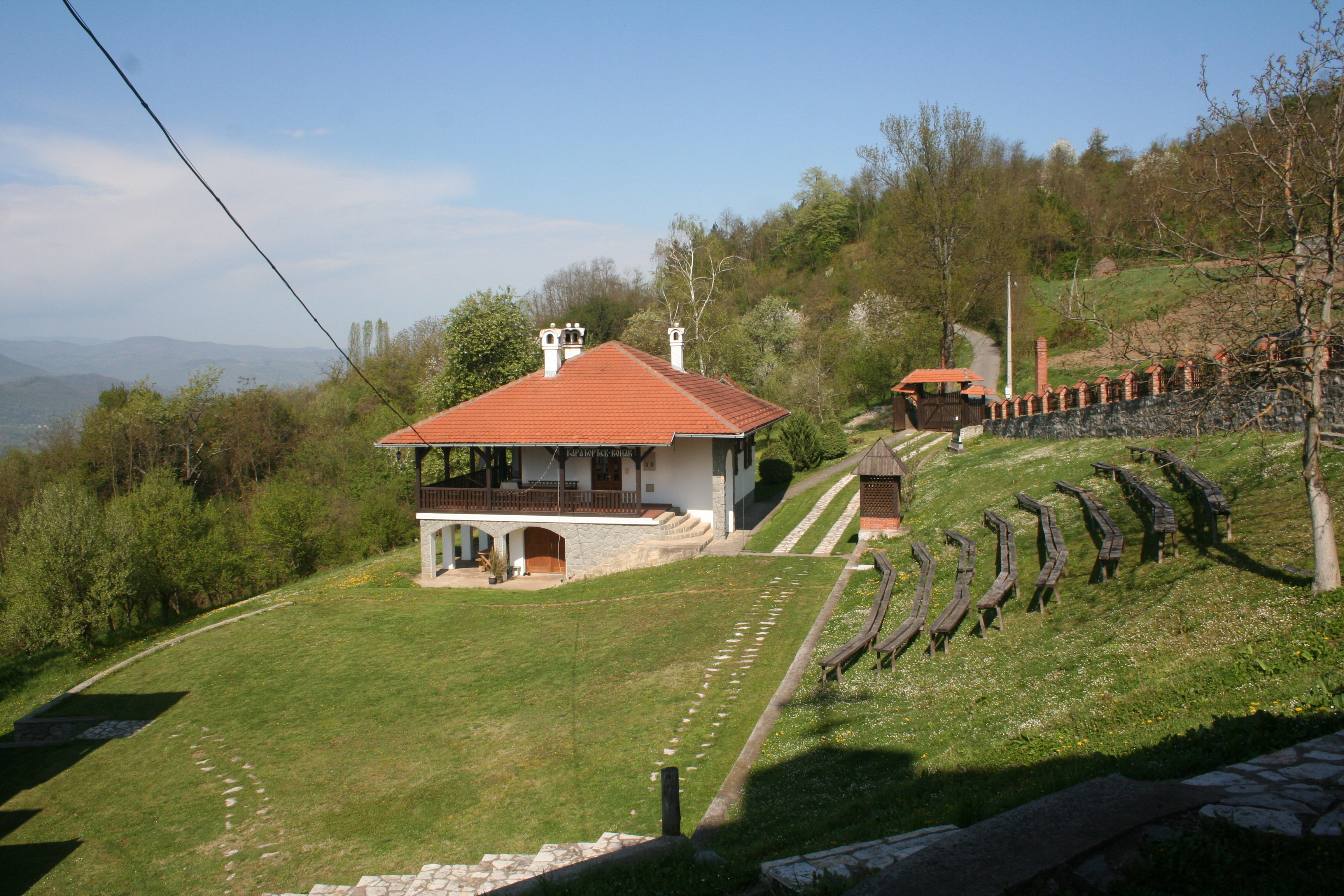
Le konak de Karađorđe
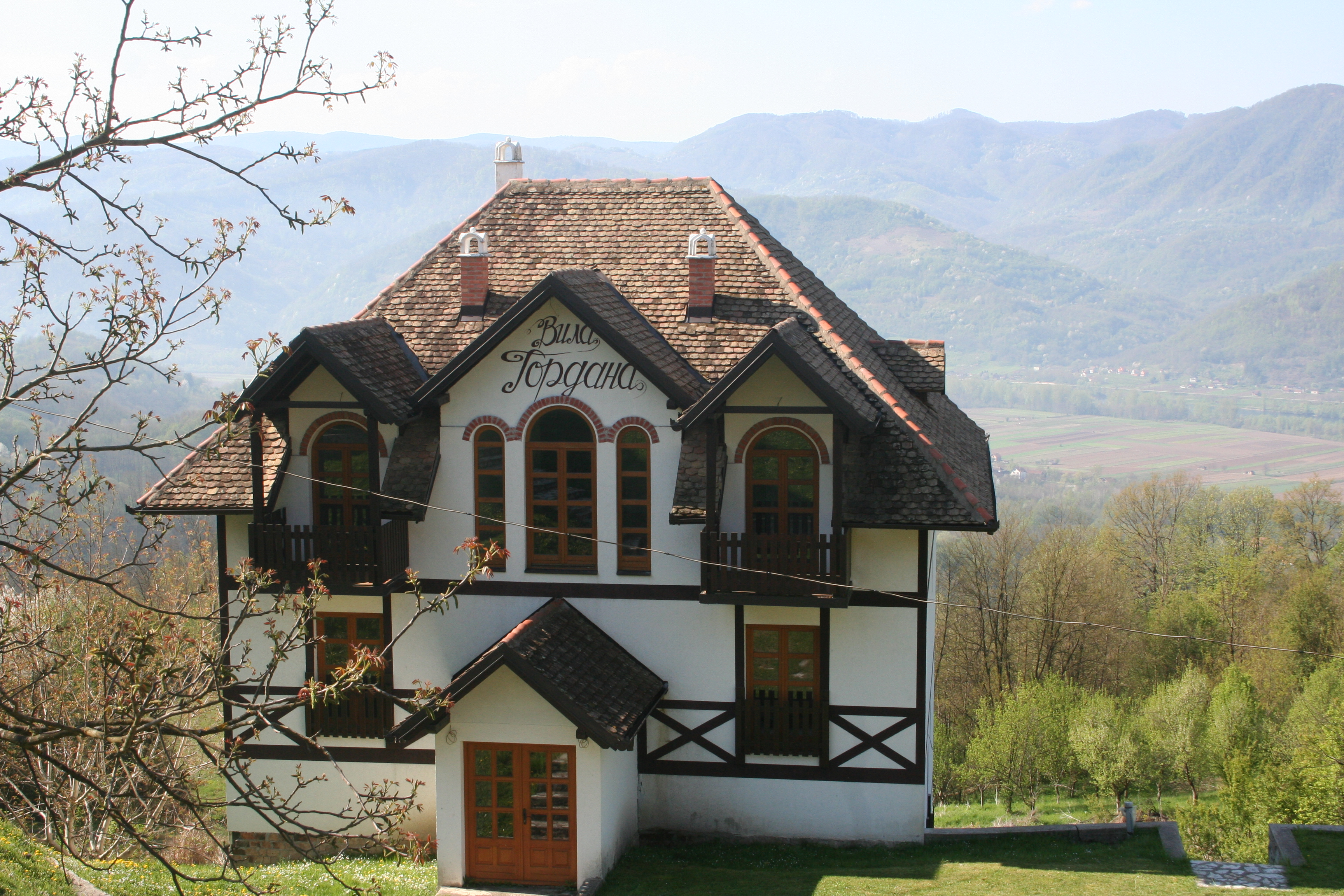
La villa Gordana
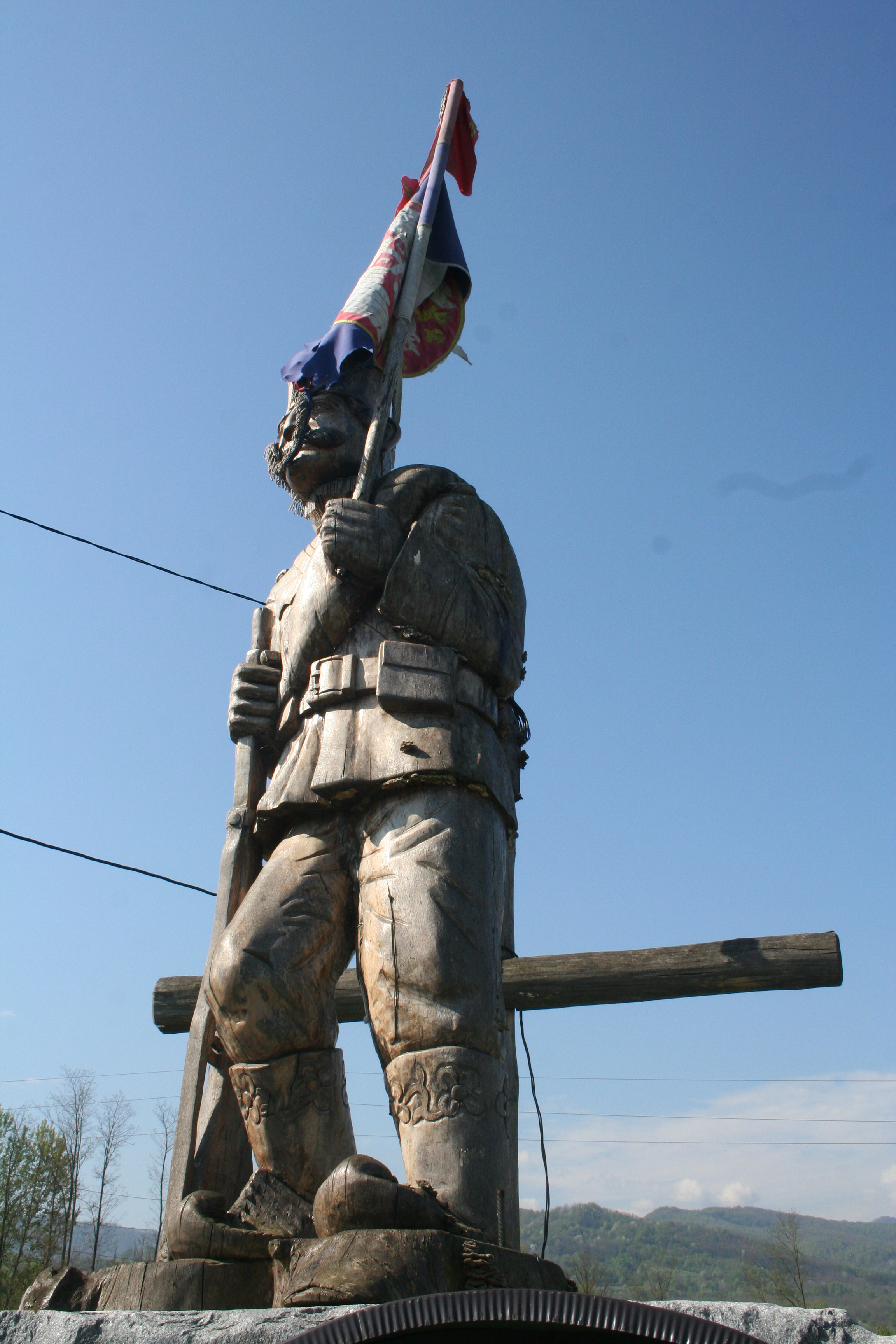
Monument aux soldats des guerres 1912-1918